# Josef Fečo
Josef Fečo (* 30. března 1978 Praha) je romský hudebník, cimbalista, kontrabasista a hudební skladatel. Je vnukem houslisty a hudebního skladatele Jozefa Feči a Olgy Fečové, osobnosti romské ženské emancipace. Vystudoval Konzervatoř Jaroslava Ježka, obor kontrabas a basová kytara.  Vyučuje v oddělení jazzové hudby Mezinárodní konzervatoře v Praze.
Vystupoval mj. v římském Alexanderplatz Jazz Clubu, v Tel Avivu a v Srbsku. V roce 2011  získal Cenu za nejlepšího sólistu na Mezinárodním jazzovém festivalu v Nových Hradech . V roce 2012 jeho soubor získal první místo v Praze na Jazz Contest. V roce 2013 vystupoval se svým souborem v Getxo ve Španělsku.

## Dílo (výběr)
- Řekni to písní... Zpěvník romských písní. Příprava vydání Josef Fečo. [s.l.]: Mezinárodní Konzervatoř Praha, 2021. ISBN 9788090795945.
- FEČO, Josef. Jazzová improvizace pro basovou kytaru. [s.l.]: Mezinárodní konzervatoř Praha, 2021. ISBN 978-80-907959-0-7.